# Musée du Luxembourg
Het Musée du Luxembourg is een kunstmuseum in Parijs en is gelegen aan de rue de Vaugirard 19 naast het Palais du Luxembourg en in het noorden van de Jardin de Luxembourg. De kunstcollectie van het museum werd tot het eind van de negentiende eeuw tentoongesteld in de oostvleugel van het Palais de Luxembourg. In 1884 werd begonnen met de bouw van het huidige museumgebouw. De collectie van het museum werd al in 1750 tentoongesteld in het paleis; het 'Musée du Luxembourg' was op dat moment het eerste Europese museum waar voor het eerst in het openbaar kunst werd tentoongesteld en het eerste museum voor eigentijdse kunst.

## 1615-1780
In 1615 laat Maria de' Medici in Parijs het Palais du Luxembourg bouwen; het paleis werd ontworpen door de architect Salomon de Brosse. Tot het paleis horen op dat moment een oost- en een westvleugel, waarvan één wordt gebruikt voor het tentoonstellen van vierentwintig doeken van de Vlaamse schilder Peter Paul Rubens. Deze schilderijen - geschilderd tussen 1621 en 1625 - geven de levensgeschiedenis van de koningin weer.
Het 'Musée du Luxembourg' werd opgericht in 1750 en was op dat moment het eerste museum in Europa waar eigentijdse kunstwerken werden tentoongesteld. In de oostvleugel van het 'Palais du Luxembourg' werd een tentoonstelling ingericht. De tentoonstelling bestond uit circa negentig tot honderd doeken afkomstig uit de totale verzameling van ongeveer achttienhonderd werken die in het bezit waren van de Franse koning Lodewijk XV. Dat de galerie voor publiek werd opengesteld was mede te danken aan de Franse investeerder en directeur van de gebouwen van de koning, Charles François Paul Le Normant de Tournehem. Onder de tentoongestelde werken uit het bezit van de koning waren de 'Heilige Familie' van Leonardo da Vinci, de 'Madonna del Coniglio' door Titiaan en verschillende werken van Rafaël, Veronese, Rembrandt, Poussin en Van Dyck. De graaf van Provence, de latere Lodewijk XVIII, sloot de galerie in 1780. De tentoongestelde kunstwerken, waaronder ook de doeken van Rubens, werden daarop verhuisd naar het Louvre.

## 1803–1815
Op initiatief van Joseph-Marie Vien, schilder en senator, werd het museum opnieuw opengesteld op 26 juni 1803. In 1802 kreeg hij van de Franse senaat geld voor het aankopen van een serie doeken van Jacob Jordaens voor het plafond van de oostvleugel van het 'Palais du Luxembourg'. De doeken van Rubens die eerder naar het Louvre waren verhuisd werden teruggehaald en aangevuld met werken van Nicolas Poussin, Simon Vouet, Jacques Louis David en een serie schilderijen van de Heilige Bruno door Eustache Le Sueur. Het museum wordt vervolgens steeds uitgebreid met enkele zalen in de oostvleugel. Tijdens de napoleontische oorlogen waren door het Franse leger een groot aantal werken buitgemaakt. Deze werden door Frankrijk na 1815 teruggegeven aan hun oorspronkelijke bezitters. Hierdoor ontstond een leegte in de verzameling van het Louvre die deels opgevuld werd door schilderijen uit de collectie van het 'Palais du Luxembourg' te halen. Opnieuw verhuisden de doeken van Rubens naar het Louvre.

## 1818-heden
Vanaf 1818 worden ook doeken tentoongesteld van eigentijdse kunstenaars zoals Jacques-Louis David, Antoine-Jean Gros, Anne-Louis Girodet, Jean Auguste Dominique Ingres, Eugène Delacroix. Tussen 1884 en 1886 laat de senaat het gebouw oprichten waarin het huidige museum is gevestigde. Doeken van moderne schilders als Pablo Picasso, Camille Pissaro, Pierre Bonnard en Edgar Degas vinden hun weg naar het nieuwe 'Musée du Luxembourg'. In 1937 worden de doeken van moderne schilders verhuisd naar het museum voor moderne kunst.
Vanaf 1937 wordt het museum ingericht als museum voor regionale kunst. Vanaf 2003 is de Franse senaat verantwoordelijk voor de inrichting en programmering van het museum. Het wordt nu voornamelijk gebruikt voor tijdelijke tentoonstellingen van zowel klassieke als moderne kunstenaars. Het 'Musée du Luxembourg' wordt tegenwoordig jaarlijks door ongeveer een half miljoen mensen bezocht.